# Ben Barber
Benjamin "Ben" Barber es un actor australiano, más conocido por haber interpretado a Rhys Lawson en la serie Neighbours. 

## Biografía
Se graduó de la exitosa escuela National Institute of Dramatic Art "NIDA" en el 2009.

## Carrera
En el 2010 apareció en el cortometraje Violet donde interpretó a un enfermero.
En el 2011 apareció como invitado en la exitosa serie australiana Home and Away donde interpretó al surfista Mick.
El 13 de julio del mismo año se unió al elenco de otra exitosa serie Neighbours donde interpretó al doctor Rhys Lawson, hasta ahora. hasta el 20 de marzo de 2013 después de que su personaje colapsara y muriera debido a las heridas internas ocasionadas por la explosión ocurrida en la boda de Sonya y Toadie.

## Filmografía
Series de televisión
| Año         | Título        | Personaje   | Notas         |
| ----------- | ------------- | ----------- | ------------- |
| 2011 - 2013 | Neighbours    | Rhys Lawson | 239 episodios |
| 2011        | Home and Away | Mick        | 2 episodios   |

Películas
| Año  | Título         | Personaje    | Notas                                        |
| ---- | -------------- | ------------ | -------------------------------------------- |
| 2010 | Violet         | Enfermero    | corto - junto a Ryan Corr & Kenji Fitzgerald |
| -    | Jimmy Tennison | Ryan Roberts | -                                            |
| -    | One More Day   | Tim Newton   | -                                            |

Teatro
| Año | Título                               | Personaje       | Director (a)          | Teatro                             |
| --- | ------------------------------------ | --------------- | --------------------- | ---------------------------------- |
| -   | East is East                         | Abdul Khan      | Kristine Landon Smith | National Institute of Dramatic Art |
| -   | Death and the Maiden                 | Gerardo Escobar | Kip Williams          | National Institute of Dramatic Art |
| -   | Body Line                            | -               | Julia Cotton          | National Institute of Dramatic Art |
| -   | Journey Through the World of Moliere | -               | Jean Luc Prevost      | National Institute of Dramatic Art |
| -   | Pyjama Game                          | Sid             | John O'Connel         | National Institute of Dramatic Art |
| -   | The Kitchen                          | Frank           | Tony Knight           | National Institute of Dramatic Art |
| -   | Pericles                             | Helicanus       | Gale Edwards          | National Institute of Dramatic Art |
| -   | Money and Friends                    | Alex            | Tony Knight           | National Institute of Dramatic Art |